# Lewis Pugh
Lewis William Gordon Pugh (OIG; Plymouth, 5 dicembre 1969) è un nuotatore britannico che ha compiuto imprese estreme, spesso in ecosistemi vulnerabili, proprio con lo scopo di attirare l'attenzione sulla situazione di fragilità in cui versano. Per le sue battaglie e impegno sociale a favore della salvaguardia dell'ambiente, è stato definito anche "difensore dell'oceano".
È stato chiamato il "Sir Edmund Hillary del nuoto" ed è stato il primo uomo a coprire lunghe distanze a nuoto in ogni oceano del mondo.
Dopo il 2003, Pugh si è concentrato su imprese natatorie pionieristiche nelle acque più fredde e più ostili della Terra. Tutte sono state effettuate in conformità con le regole della Channel Swimming Association, con indosso solo un costume da bagno, cuffia e occhialini protettivi. Ha nuotato per primo intorno al Capo Nord, il punto più settentrionale d'Europa. L'anno seguente è diventato il primo a nuotare per l'intera lunghezza del Sognefjord in Norvegia, percorrendo 204 km in 21 giorni.
Nel luglio 2007 Pugh ha intrapreso la prima nuotata a lunga distanza attraverso il Polo Nord geografico.  Ha impiegato 18 minuti e 50 secondi per completare il percorso di un chilometro (1000 m) a nuoto, attraverso un tratto di mare aperto, in acqua alla temperatura di -1,7 °C. Jørgen Amundsen, pronipote dell'esploratore norvegese Roald Amundsen, lo ha seguito sciando al suo fianco durante la nuotata, che ha coinciso con la più bassa copertura di ghiaccio marino artico mai registrata.